# Aporo
Aporo är en kommun i Mexiko.   Den ligger i delstaten Michoacán de Ocampo, i den södra delen av landet, 130 km väster om huvudstaden Mexico City.
Följande samhällen finns i Aporo:
- Arroyo Seco
- Zarzamora
- Alvarado